# Diaporthe citri
Diaporthe citri è un fungo ascomicete parassita delle piante. Attacca gli agrumi, su cui provoca una forma di cancro gommoso dei rami e di melanosi sui frutti.